# Sonet 49 (William Szekspir)

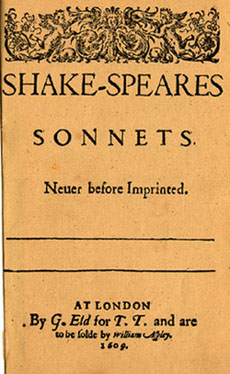
Strona tytułowa pierwszego wydania sonetów Shakespeare’a

Sonet 49 (Przeciw tej chwili, jeżeli nadejdzie) – jeden z cyklu sonetów autorstwa Williama Shakespeare’a. Po raz pierwszy został opublikowany w 1609 roku.

## Treść
W sonecie tym podmiot liryczny, który przez niektórych badaczy jest utożsamiany z autorem, opisuje swoje starania o utrzymanie miłości tajemniczego młodzieńca do niego.
Jednocześnie, w zakończeniu pokazuje, że nie może mieć na to żadnego wpływu:

Rzucić mnie prawo nie wzbrania ci żadne
A czemu kochać masz tego nie zgadnę.